# Eric Dodds
Eric Robertson Dodds (Banbridge, 26 luglio 1893 – Oxford, 8 aprile 1979) è stato un filologo classico, antropologo e grecista irlandese.

## Biografia
Eric Dodds nacque a Banbridge, nella Contea di Down, da genitori insegnanti: suo padre, Robert, proveniva da una famiglia presbiteriana e morì alcolizzato quando Eric aveva sette anni; sua madre Anne era di origini anglo-irlandesi. All'età di 10 anni si trasferì con la madre a Dublino e ricevette la sua educazione al St. Andrew's College, dove ella insegnava, e al Campbell College di Belfast. Fu successivamente espulso dall'istituto per «volgare, affettata e persistente insolenza».
Nel 1912 vinse una borsa di studio presso l'University College dell'Università di Oxford, in cui studiò le Literae Humaniores ed ebbe modo di instaurare relazioni con Aldous Huxley e T. S. Eliot.
Nell'estate del 1914 era in Germania e ne tornò appena in tempo, prima dell'inizio della guerra. Per qualche tempo servì come volontario in un ospedale militare in Serbia, poi rientrò a Oxford per gli esami. Giunse al conseguimento della laurea, nonostante un temporaneo allontanamento dall'università, per la sua partecipazione all'Easter Rising.
Dopo la laurea, Dodds tornò a Dublino, dove conobbe W. B. Yeats. Nel 1919 fu professore incaricato all'Università di Reading, in cui conobbe e sposò A. E. Powell, una docente di inglese. Dal 1924 al 1936 insegnò greco all'Università di Birmingham e supervisionò la traduzione di Louis MacNeice dell'Agamennone di Eschilo (1936), per poi diventare il suo literary executor. In questo periodo, lavora anche alla propria produzione poetica, pubblicando Thirty-Two Poems, with a Note on Unprofessional Poetry (1929).
Nel 1936 divenne Regius Professor of Greek all'Università di Oxford, posizione scelta direttamente dalla Corona, in precedenza occupata da Gilbert Murray, che favorì il suo ingresso raccomandandolo al Primo Ministro Stanley Baldwin. Il suo mancato servizio nella Prima Guerra Mondiale, la sua palese vicinanza alle posizioni indipendentiste della Repubblica Irlandese e al socialismo, oltre che il suo campo di ricerca inusuale lo fecero vedere di cattivo occhio, inizialmente, ai suoi colleghi, soprattutto Denys Page e Maurice Bowra.
Per tutta la vita, Dodds coltivò gli interessi nel misticismo, nella metapsichica e nei fenomeni paranormali, fino a diventare nel 1961 presidente della Society for Psychical Research.
Morì nel 1979 a Old Marston, vicino ad Oxford.

## Ricerche
Nei suoi pionieristici studi sul pensiero filosofico greco, in particolare sul neoplatonismo e sulla spiritualità antica, Dodds si servì di metodi attinti dal campo dell'antropologia e dalla psicanalisi, secondo un approccio concettuale che era congeniale alla tradizione scientifica anglosassone in materia di studi classici.
Tuttora fondamentale rimane The Greeks and the Irrational, del 1951 e tradotta in varie lingue, nel quale vengono elaborate alcune categorie ermeneutiche ancora utilizzate, come, ad esempio, cultura della vergogna (shame culture), cultura della colpa (guilt culture) e timore della libertà (fear of freedom). Importanti sono anche The Ancient Concept of Progress and other Essays on Greek Literature and Belief (1973), nonché il saggio sull'esperienza religiosa nel mondo tardoantico, Pagan and Christian in an Age of Anxiety, del 1965, che segna il ritorno di Dodds ai suoi studi sull'irrazionalismo.
La sua attività filologica si concentrò nelle edizioni critiche oxoniensi sugli Elementi di Teologia di Proclo, sul Gorgia di Platone, e sulle Baccanti di Euripide.
Ha pubblicato anche un'autobiografia, Missing Persons, vincendo il Duff Cooper Prize nel 1977.

## Opere
- Neoplatonismo. Passi scelti (Select Passages Illustrative of Neoplatonism, 1924), a cura di F. Chiossone, Collana Opuscula, Milano, Il Nuovo Melangolo, 2007, ISBN 978-88-7018-659-8.
- Thirty-Two Poems: With a Note on Unprofessional Poetry, London, Constable, 1929.
- Humanism and Technique in Greek Studies: A Lecture, Oxford, Clarendon Press, 1936.
- Minds in the Making, Macmillan War Pamphlets n.14, London, Macmillan & Co., 1941.
- I greci e l'irrazionale (The Greeks and the Irrational, 1951), trad. di Virginia Vacca De Bosis, Firenze, La Nuova Italia, 1959-1997; Nuova ed., Firenze, Sansoni, 2003; Milano, Rizzoli, 2009-2025.
- Morals and Politics in the Oresteia, Cambridge, Cambridge Philological Society, 1960.
- Classical Teaching in an Altered Climate, London, John Murray, 1964.
- Pagani e cristiani in un'epoca di angoscia. Aspetti dell'esperienza religiosa da Marco Aurelio a Costantino (Pagan and Christian in an Age of Anxiety, 1965), trad. di Giuliana Lanata, Collana Biblioteca di Cultura n.92, Firenze, La Nuova Italia, 1970; Collana Strumenti, Firenze, La Nuova Italia, 1988, ISBN 978-88-221-0625-4; Collana Classici paperbacks, La Nuova Italia, 1993, ISBN 978-88-221-2847-8.
- The Ancient Concept of Progress and Other Essays on Greek Literature and Belief, Oxford, Clarendon Press, 1973.
- Missing Persons: An Autobiography, Oxford, Clarendon Press, 1977.
- Parapsicologia nel mondo antico, trad. di Elio Lo Cascio, Prefazione di Giuseppe Cambiano, Collana Quadrante n.43, Roma-Bari, Laterza, 1991, ISBN 88-420-3790-7; Collana Blu di Prussia, Milano-Udine, Mimesis, 2021, ISBN 978-88-575-8894-0.
- Temi fondamentali del Neoplatonismo. Filosofia e spiritualità nel pensiero tardo-antico, a cura di Daniele Iezzi, Milano-Udine, Mimesis, 2021, ISBN 978-88-575-7703-6. [raccolta di scritti, usciti fra gli Anni Venti e Sessanta]

### Curatele
- Plato, Gorgias, with revised text with introduction and commentary, Oxford, Clarendon Press, 1959.
- Euripides, Bacchae, 2nd edition, edited with introduction and commentary, Oxford, Clarendon Press, 1960.
- Proclus, The Elements of Theology, a revised text with translation, Oxford, Clarendon Press, 1964.